# Wargnies-le-Grand
 Wargnies-le-Grand  es una población y comuna francesa, en la región de Norte-Paso de Calais, departamento de Norte, en el distrito de Avesnes-sur-Helpe y cantón de Le Quesnoy-Ouest.

## Demografía
| 794 | 782 | 782 | 1000 | 1018 | 1048 |
| Para los censos de 1962 a 1999 la población legal corresponde a la población sin duplicidades (Fuente: INSEE [Consultar]) |     |     |      |      |      |